# Pampa de Higos Urco
La pampa de Higos Urco es un lugar histórico en Chachapoyas, Perú, donde la batalla del mismo nombre se libró el 6 de junio de 1821, antes de que José de San Martín proclamó la independencia del Perú.
En el recuerdo y la conmemoración de la batalla, hay una pequeña plaza elevada.